# In Your Room (Depeche Mode)
In Your Room è un singolo del gruppo musicale britannico Depeche Mode, pubblicato il 10 gennaio 1994 come quarto estratto dall'ottavo album in studio Songs of Faith and Devotion.
La versione pubblicata come singolo differisce dall'originale in quanto remixata dal produttore Butch Vig e sottotitolata Zephyr Mix. Tale versione è stata successivamente inclusa nelle raccolte The Singles 86-98 e Remixes 81-04.

## Video musicale
Il video, diretto da Anton Corbijn, è stato l'ultimo a figurare la partecipazione di Alan Wilder e utilizza l'audio la Zephyr Mix.
La scenografia principale consiste in un pesante tendaggio rosso e in una lampadina sempre in primo piano (anche nelle scene in esterni), la fotografia utilizza colori solarizzati negli interni e il bianco e nero negli esterni, la sceneggiatura contiene sei riferimenti ad altrettanti video del gruppo diretti dallo stesso Corbijn: Strangelove (una modella posa in biancheria intima), I Feel You (una donna vestita dello stesso completo a righe indossato da Dave Gahan), Walking in My Shoes (il costume da uccello), Halo (i personaggi truccati da clown), Enjoy the Silence (l'abito da re con la sedia a sdraio), Personal Jesus (i cappelli da cowboy) e Condemnation (il vestito bianco con i nastri). La donna che appare nelle scene parzialmente vestita è Alexandra Kummer: a causa di queste immagini di semi nudità il video fu trasmesso da MTV solo in seconda serata.

Riguardo alla realizzazione del video, Martin Gore ha dichiarato:

## Tracce
Testi e musiche di Martin L. Gore.
1. In Your Room (Zephyr Mix) – 4:52
2. Higher Love (Adrenaline Mix) – 4:48

## Formazione
Hanno partecipato alle registrazioni, secondo le note di copertina di Songs of Faith and Devotion:
Gruppo
- Andrew Fletcher – strumentazione, voce
- Dave Gahan – strumentazione, voce principale
- Martin Gore – strumentazione, voce
- Alan Wilder – sintetizzatore, voce

Produzione
- Depeche Mode – produzione, missaggio
- Flood – produzione, missaggio
- Mark Stent – missaggio
- Steve Lyon – ingegneria del suono
- Chris Dickie – ingegneria del suono
- Paul Kendall – ingegneria del suono
- Jeremy Wheatley – assistenza tecnica
- Mark Einstmann – assistenza tecnica
- Shaun de Feo – assistenza tecnica
- Volke Schneider – assistenza tecnica
- Kevin Metcalfe – mastering
- Daryl Bamonte – coordinazione
- Anton Corbijn – grafica, direzione artistica, copertina
- Area – copertina

## Classifiche
| Classifica (1994) | Posizione massima |
| ----------------- | ----------------- |
| Australia         | 40                |
| Belgio (Fiandre)  | 48                |
| Finlandia         | 2                 |
| Francia           | 10                |
| Germania          | 24                |
| Irlanda           | 15                |
| Italia            | 25                |
| Regno Unito       | 8                 |
| Spagna            | 4                 |
| Svezia            | 2                 |
| Svizzera          | 14                |